# Ellerau
Ellerau ['ɛlə,raʊ] ist eine Gemeinde im Kreis Segeberg in Schleswig-Holstein.

## Geographie

### Geographische Lage
Das Gemeindegebiet von Ellerau erstreckt sich nördlich angrenzend von Quickborn am nördlichen Rand der Metropolregion Hamburg. Die nordwestliche Gemeindegrenze wird durch den Abfluss der Pinnau markiert. Ihr fließen im Gemeindegebiet die Bäche Krumbek, Gronau und Ebach als Vorfluter entgegen.
Die Krumbek wird im Ortszentrum von Ellerau zu einigen Teichen aufgestaut, die in einem kleinen Park liegen.

### Nachbargemeinden
Benachbarte Gemeinden und Städte sind:
- Alveslohe im Norden
- Henstedt-Ulzburg im Nordosten
- Quickborn im Süden
- Bilsen im Westen

Baulich geht der Ortsteil Quickborn-Heide der südlichen Nachbargemeinde unmittelbar über in den Siedlungskern von Ellerau. Im Südosten von Ellerau trennt bloß ein schmaler Landstreifen im Bereich des Forstes Meeschensee das Gemeindegebiet vom Hoheitsgebiet der Stadt Norderstedt.

## Geschichte
Ellerau wurde im Jahr 1449 erstmals urkundlich erwähnt. Es gehörte zum Gut Kaden und wurde hauptsächlich von Leibeigenen bewohnt. Die Leibeigenschaft wurde im Herzogtum Holstein zum 1. Januar 1805 durch Christian VII. aufgehoben. Danach wurden die Leibeigenen zu Pächtern oder Hörigen, die immer noch vom Gut abhängig waren. Der Gutverband wurde 1873 aufgelöst und die Ellerauer Bauern konnten ihr Land erwerben.
Nach Ende des Zweiten Weltkriegs wuchs Ellerau vor allem durch Zuzug von Flüchtlingen und später Pendlern von 550 Einwohnern auf die heutige Größe.
Bis 1998 gehörte Ellerau dem Amt Kaltenkirchen-Land an. Nach dem Austritt aus dem Amt besaß die Gemeinde eine eigene Verwaltung mit einem hauptamtlichen Bürgermeister. Im Zuge der Verwaltungsstrukturreform bildete Ellerau ab dem 1. Januar 2007 eine Verwaltungsgemeinschaft mit der Stadt Norderstedt, seit dem 1. Juli 2019 mit der Stadt Quickborn.

## Politik

### Gemeindevertretung
- CDU: 5
- SPD: 5
- BVE: 9

Die Gemeindevertretung ist die kommunale Volksvertretung der Gemeinde Ellerau. Über die Zusammensetzung entscheiden die Bürger alle fünf Jahre. Die letzte Kommunalwahl fand am 14. Mai 2023 statt. Diese führte bei einer Wahlbeteiligung von 54,3 % zu nebenstehender Zusammensetzung der Gemeindevertretung.

### Wappen
Blasonierung: „In Gold ein schräglinker blauer Wellenbalken, begleitet von zwei schwarzen Erlenzweigen mit grünen Blättern und schwarzen Kätzchen (oberer Zweig) bzw. schwarzen Zapfen (unterer Zweig), der obere Zweig nach links, der untere nach rechts gewandt.“
Historische Begründung:
Der Ortsname Ellerau bedeutet „Fluss bei den Erlen“. Diese Wortdeutung bestimmt den Bildinhalt des Wappens, der den Ortsnamen also „sprechend“ zum Ausdruck bringen will. Darüber hinaus symbolisieren die Zweige die zahlreichen Erlengehölze auf dem Gemeindegebiet und der Wellenbalken die kleine in diesem vorhandene, in die Pinnau mündende Au, die beide schon den Ortsnamen bestimmt haben. Vermutlich in älterer Zeit Bestandteil eines gleichnamigen Meierhofes, gehörte Ellerau bis 1867 zum Gut Kaden. Danach wurde es selbstständige Gemeinde. 1928 wurde der aufgelöste Gutsbezirk Kaden nicht dieser Gemeinde, sondern dem benachbarten Alveslohe eingegliedert.

### Flagge
Auf gelbem, oben und unten von einem blauen Streifen begrenztem Flaggentuch der obere Erlenzweig des Gemeindewappens, jedoch mit grünen Holzteilen und Blütenständen, nach vorn, in die Mitte des Lieks, verschoben.

### Gemeindepartnerschaften
Seit 1979 gibt es eine Partnerschaft zwischen der Gemeinde Ellerau und Højer Sogn (dt. Hoyer) in Dänemark. Nach einer Kommunalreform im Jahr 2007 ist Højer in der Großkommune Tondern aufgegangen. Um die Lebendigkeit der Partnerschaft zu erhalten, wurde 2010 der Freundeskreis Ellerau-Højer gegründet.

## Wirtschaft

### Verkehr
Ellerau verfügt über einen Bahnhof und einen Haltepunkt der AKN an der Bahnstrecke Hamburg-Altona–Kaltenkirchen–Neumünster, mit der in 39 bis 47 Minuten der Hamburger Hauptbahnhof erreicht werden kann. Der Autobahnanschluss Nr. 21 liegt nur fünf Minuten entfernt (A 7). Ebenfalls gibt es eine Busverbindung nach Norderstedt und eine nach Quickborn.

### Ansässige Unternehmen
Es gibt in mehreren Gewerbegebieten zahlreiche Handels- und Gewerbebetriebe. Die großen Fabriken sind mittlerweile nicht mehr präsent in Ellerau. Darunter auch die Kunststofffabrik „Devalit“, die bis 1994 für die Automobilindustrie fertigte. Von 1946 bis 1989 war die Fabrik für Damenoberbekleidung „Artur A. Erlhoff GmbH & Co. KG“, welche unter dem Label „erle zf“ europaweit bekannt war, das wirtschaftliche Herzstück Elleraus. Nach der Insolvenz 1989 wurde die Fabrik am Ortseingang von der Modefirma Jil Sander AG aufgekauft. Anfang 2006 wurde auch diese letzte große Fabrik geschlossen, weil der neue Eigentümer Prada die Textilfertigung nach Italien verlegte. Im Juli 2007 erfolgte ein Teilabriss der Textilfabrik. Auf dem Gelände wurde im Mai und August 2008 ein Nahversorgungszentrum eröffnet.
Im Ende der 1990er Jahre neu geschaffenen Gewerbegebiet Ellerau-Ost hat sich ein Branchenmix aus dem Handwerk und der Industrie angesiedelt. Durch seine Nähe zur Autobahn 7 und den günstigen Preis für Gewerbeflächen hat sich das Gewerbegebiet Ellerau-Ost zu einem Wirtschaftsstandort besonders für Firmengründer entwickelt.
Im August 2017 eröffnete die Firma proWIN ihre proWIN Akademie Ellerau im Buchenweg 11–13. Hier erhalten proWIN Vertriebspartner Fortbildungen und Seminare in den Bereichen Vertriebsaufbau, Vertriebsförderung und Management sowie Führungskräfteschulungen.

## Kultur und Freizeit
Im Park in der Ortsmitte von Ellerau befinden sich eine Volkshochschule, eine Bücherei  und ein beheiztes Freibad.
Das Karl Rautenberg Museum ist ein seit 1990 bestehendes Heimatmuseum im Anbau des Bürgerhauses. Das Museum zeigt Wohn- und Lebensräume aus der Zeit um 1900, bäuerliche Arbeitsgeräte, volkstümliches Haushalts- und Arbeitsgerät, Werkzeuge einer Schuhmacher-, Schneider-, Schmiede- und Tischlerwerkstatt sowie des Mauer- und Schlachterhandwerks. Es kann samstags am Nachmittag bei freiem Eintritt besichtigt werden. Benannt ist es nach dem Quickborner Drogisten Karl Rautenberg, der seine umfangreiche Sammlung dem ehemaligen Bürgermeister von Ellerau anbot, nachdem die Gemeinde Quickborn kein Interesse gezeigt hatte. Im Februar 1988 wurde der Heimat- und Museumsverein Ellerau gegründet und zwei Jahre später das Museum eingeweiht.